# エンペイロダイテス
エンペイロダイテス（学名：Empeirodytes）は、古第三紀漸新世の北太平洋西部に生息したプロトプテルム科に属する絶滅した海鳥の属。化石は日本の福岡県北九州市の藍島と貝島で発見されており、いずれの標本も芦屋層群から産出している。藍島の標本をホロタイプ標本、貝島の標本をパラタイプ標本とし、タイプ種Empeirodytes okazakiiがOhashi and Hasegawa (2020)により記載された。

## 命名
エンペイロダイテスのタイプ種Empeirodytes okazakiiはOhashi and Hasegawa (2020)により命名された。ホロタイプ標本は福岡県北九州市の藍島で産出した部分的な左烏口骨KMNH VP 600011で、これと別に貝島から産出した部分的な右烏口骨KMNH VP 600012がパラタイプ標本に指定された。両方本はいずれも芦屋層群の漸新統の地層から発見されたものであった。
属名Empeirodytesは古代ギリシア語で「熟練した」を意味する接頭辞"Empeiros"と 「遊泳者」を意味する接尾辞"-dytes"からなり、前肢推進性への適応を反映している。種小名"okazakii"は芦屋層群の化石を研究対象とする研究者・岡崎美彦への献名である。

## 特徴
エンペイロダイテス属は2個の単離した烏口骨のみから知られている。これらの化石の大きさから、エンペイロダイテスは中型のプロトプテルム科鳥類であったと推測されており、日本のプロトプテルム科鳥類であるコペプテリクスやホッカイドルニスといった大型の属よりも小型であった一方、派生的なプロトプテルムよりも大型であったとされる。エンペイロダイテスは内唇の尾側縁に高く鋭利な稜が存在する点、また上腕骨に対する烏口骨の軸の関節部の腹側面に明瞭な窪みが存在している点で、他のプロトプテルム科の属から区別できる。この窪みの存在はプロトプテルム科が遊泳時に用いる筋肉である烏口上筋（supracoracoideus muscle）の付着部を示唆する可能性があり、エンペイロダイテスや近縁属のステノルニスが他のプロトプテルム科よりも高い遊泳能力を有していた可能性を潜在的に示唆する。

## 古環境
漸新統である芦屋層群の地層に現在保存されている先史時代の海には、複数種のプロトプテルム科が保存されている。具体的な種はEmpeirodytes okazakii、Stenornis kanmonensis、Copepteryx hexeris、Copepteryx titanの4種である。その他にはサメ、ペラゴルニス科の海鳥、ヤマトケタスのような鯨類の化石が漸新世の堆積物に保存されている。